# Heworth Moor-i összecsapás
A Heworth Moor-i összecsapás 1453. augusztus 24-én történt az angliai York északkeleti határán, amikor a Neville család lakodalmi menetét megtámadták ősi riválisaik a Percyk. A fennmaradt iratokból a Percy-sereg 710 tagjának ismert a neve, így tudni, közöttük 6 lovag, 32 esquire, 26 egyéb nemes, 24 egyházi személy, 100 yorki polgár, 330 szabad paraszt és 44 jobbágy volt.
Az összecsapás során nem történt komoly vérontás, de nagymértékben hozzájárult ahhoz, hogy kitörjön a rózsák háborúja. A lakodalmi menet – Sir Thomas Neville és Maud Stanhope esküvője után – Tattershall várából tartott York felé. Szerencséjükre erős kíséretük volt, így nem történt bajuk.
A támadást Thomas Percy, Egremont bárója eszelte ki, és több mint ezer embert gyűjtött össze hozzá Heworth Moornál. Egremontot az dühítette fel, hogy Maud Stanhope az ő unokahúga és egyben a gazdag Lord Cromwell egyik örököse volt. Minisztersége alatt Lord Cromwell megszerezte a Wressle és a Burwell uradalmat, amely korábban a Percy család birtokában volt, így azok a Neville–Stanhope-házasság révén az ősi ellenség, a Neville család kezébe kerültek volna.
A támadás után a Neville-k megpróbálták Egremontot börtönbe juttatni, de a királyi tanács gyengesége miatt ez nem sikerült. A két család ezután folyamatosan támadta egymás birtokait és bérlőit, és amikor viszályuk országos szintre emelkedett, kitört a középkori Anglia legnagyobb polgárháborúja.